# Park Place (línea de la Séptima Avenida–Broadway)
Para la estación BMT en Brooklyn, véase; Park Place (línea de la Avenida Franklin).
Park Place es una estación en la línea de la Séptima Avenida-Broadway del Metro de Nueva York de la A del Interborough Rapid Transit Company. La estación se encuentra localizada en el Financial District, Manhattan entre Park Place, la Calle Church y Broadway. La estación es servida durante las madrugadas por el Servicio  y todo el día y noche por el Servicio .